# Beto Naveda
Alberto (Beto) Dante Naveda (ur. 24 maja 1972 w Buenos Aires) – argentyński piłkarz występujący na pozycji napastnika. Karierę zakończył w 2003 roku we włoskim U.S. Sanremese.
Naveda karierę rozpoczął w stołecznym Boca Juniors, później był zawodnikiem Quilmes Atlético Club. W 1996 roku opuścił Argentynę i przeszedł do amerykańskiego New England Revolution. Spędził tam 2 sezony, po których przeniósł się do Izraela, a konkretnie do Maccabi Acre. Grał także w Maccabi Ironi Aszdod oraz Hapoelu Jerozolima. W 2000 roku podpisał kontrakt ze szkockim Dundee United, gdzie zaliczył 13 występów w pierwszym składzie. Rok później przeszedł do Dundee F.C., którego graczem był również przez jeden sezon. Po przygodzie w Szkocji odszedł do włoskiego U.S. Sanremese, gdzie zakończył karierę.